# Pferderennbahn Służewiec

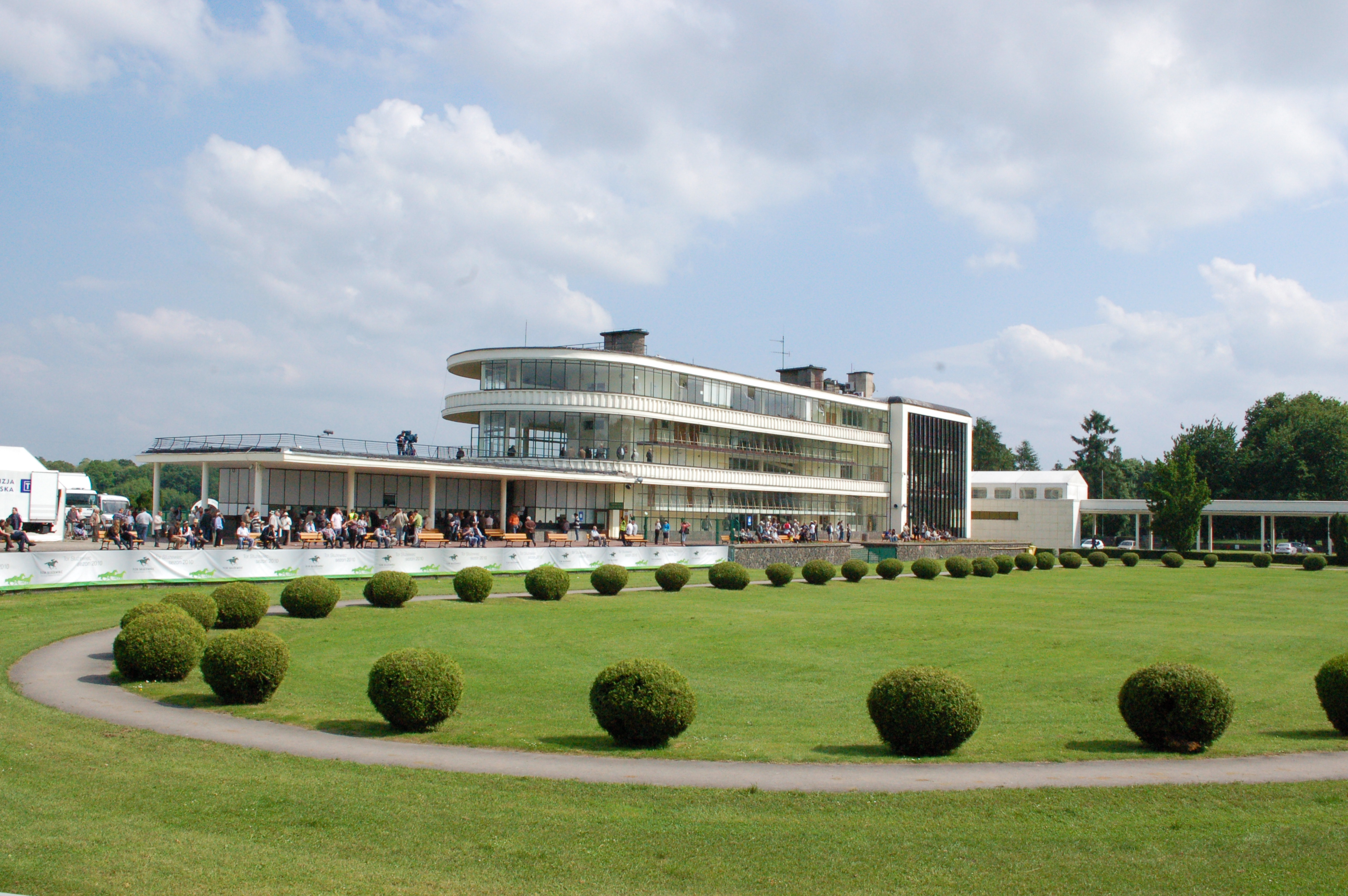
Die Rückseite der einzigen derzeit genutzten Tribüne (I) mit Wettschaltern und Verwaltungseinrichtungen

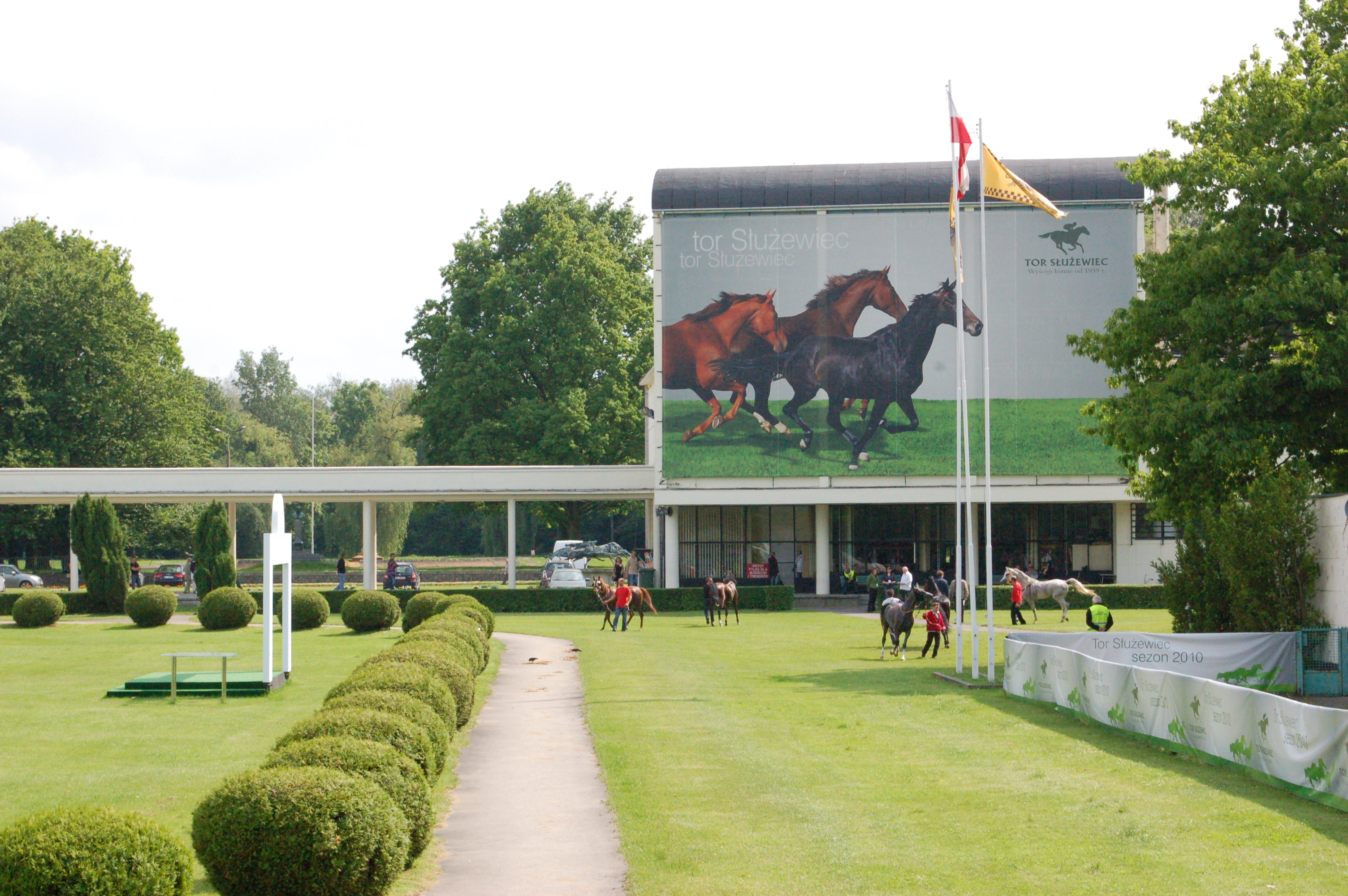
Führring im Frühling 2010

Die Pferderennbahn Służewiec (in Polnisch: Tor wyścigów konnych Służewiec, auch: Tor Służewiec) ist Warschaus Anlage für Galopprennen und liegt im Süden der Stadt im Stadtteil Ursynów-Służewiec. Der Komplex, der aus zahlreichen Stall- und Wohngebäuden, einer Sandtrainingsbahn und aus einer Grasrennbahn mit mehreren Zuschauertribünen besteht, wurde 1939 fertiggestellt und galt damals als ein architektonisches Meisterwerk. Die Warschauer Anlage gehört neben denen in Sopot und Breslau zu den wichtigsten Pferderennstrecken Polens. Sie gilt als die größte des Landes und ist ein herausragendes Architekturdenkmal der Zwischenkriegszeit in Warschau.

## Geschichte
Das erste belegte Pferderennen in Warschau fand im Jahr 1777 in der Nähe der Innenstadt – entlang der Marszałkowska-Straße – statt. In der ersten Hälfte des 19. Jahrhunderts wurde ein Verein, der „Towarzystwa Wyścigów Konnych i Wystawy Zwierząt Gospodarskich w Królestwie Polskim“ (Förderverein für Pferderennen und Haustierausstellungen im Königreich Polen), gegründet, der die Pferderennbahn Pole Mokotowskie (an der Polna-Straße gelegen) auf dem auch als Flughafen genutzten rund 200 Hektar großen „Pole Mokotowskie“ (Mokotowski-Feld) eröffnete. Hier fanden einhundert Jahre lang – bis kurz vor Ausbruch des Zweiten Weltkriegs – die Warschauer Pferderennen statt.
Dem Vorteil der Innenstadtnähe standen in Mokotów ein Mangel an Ausbaumöglichkeiten sowie die Behelfsmäßigkeit der Anlage (so bestanden die Tribünen noch aus Holz und waren sehr pflegebedürftig) entgegen, sodass nach dem Ersten Weltkrieg Überlegungen zu einem Neubau entstanden. Im Jahr 1925 kaufte der Verein "Towarzystwo Zachęty do Hodowli Koni w Polsce" (Verein der Förderer der Pferdezucht in Polen) in Służewiec ein Grundstück von etwa 140 Hektar, um hier ein neues, internationale Ansprüche erfüllendes Pferderennsportzentrum zu errichten.

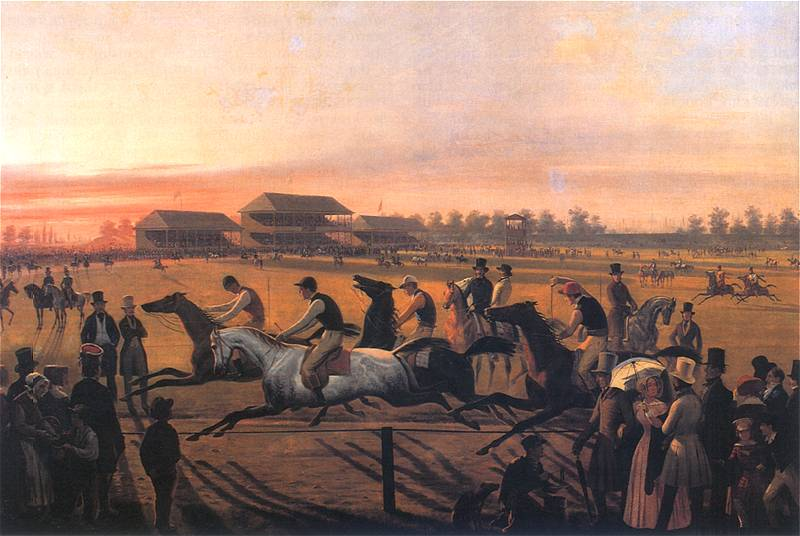
Pferderennen auf dem Warschauer „Pole Mokotowskie“ im 19. Jahrhundert

### Tor Służewiec
Erste Planungen zur Rennbahngestaltung entstanden 1931. Im Jahr 1937 wurde dann der Bau mit der Anlage der Kanalisation begonnen. Bis zur Fertigstellung der Rennbahn im Jahr 1939 war die Bautätigkeit durch ständige finanzielle Engpässe erschwert. Im April 1938 arbeiteten bereits rund 500 Menschen auf der Baustelle. Zum Höhepunkt der Bautätigkeit waren 1.500 Personen beschäftigt. Die oberen Teile der Tribünen II und III wurden in damals moderner Stahlbeton-Skelettbauweise gefertigt. Der Rasen der Rennstrecke wurde auf speziell gehärteten Böden gesät. Zeitgenössische Medien beschrieben den Rasen als glatt wie Samt.
Die Rennbahn wurde am 3. Juni 1939 eröffnet. Anwesend waren neben dem Vorsitzenden des Vereins, Graf Michał Komorowski, dem Landwirtschaftsminister Juliusz Poniatowski und dem Vizeminister der Verteidigung, Brigadegeneral Aleksander Litwinowicz viele Honoratioren der Stadt. Das erste hier stattfindende Rennen war ein Klassisches Rennen für Dreijährige (IV. Kategorie) und lief über eine Distanz von 1600 Metern. Gewinner war „Felsztyn“ (Büves-Gibson Maid) mit einer Laufzeit von 1 Minute und 42,5 Sekunden.
Der Rennbetrieb, der drei Monate vor Kriegsbeginn begann, wurde mit einem Rennen am 31. August 1939 eingestellt. Einige Tage später wurde das Gelände von der Wehrmacht besetzt. Im Laufe des Warschauer Aufstandes von 1944 wurden hier deutsche Einheiten von Aufständischen angegriffen. Der Angriff misslang, die polnischen Kämpfer der Heimatarmee erlitten starke Verluste. Ein Gedenkstein erinnert heute an die Kämpfe und polnischen Gefallenen.
Nach dem Krieg wurde die Anlage zunächst nicht genutzt. Ein ursprünglich geplanter Eisenbahnanschluss wurde nicht gebaut, eine heute bestehende Straßenbahnstation entstand erst später. Auch eine zunächst noch projektierte Straße rund um die Anlage wurde nicht gebaut.
1987 wurden auf der Pferderennbahn die 15. Crosslauf-Weltmeisterschaften ausgetragen. Bis in die 1990er Jahre fanden Pferderennen in Służewiec statt, in Folge kam es zu finanziellen Problemen des Betreibers und öffentliche Auseinandersetzungen über die weitere Nutzung des wertvollen Geländes.

## Architektur
Architekt der Anlage war der Warschauer Zygmunt Plater-Zyberk, sein wichtigster Mitarbeiter Juliusz Żórawski. Plater-Zyberk hatte vorher die Galopprennbahnen „Kincsem Park“ in Budapest und „Hoppegarten“ bei Berlin sowie den „Hippodrome du Tremblay“ im Département Val-de-Marne besucht, um sich dort an den damals modernsten Standards zu orientieren. Die Warschauer Rennanlage besteht aus zwei Rennstrecken und drei Tribünengebäuden. Die Tribünen befinden sich entlang der Zieleinlaufgeraden und ihre Plätze sind nach Osten ausgerichtet, um die Zuschauer nicht der blendenden Nachmittagssonne auszusetzen. Das Rennbahnoval erstreckt sich in nord-südlicher Ausdehnung. Die wesentlichen Gebäude der Anlage wurden im funktionalistischen, gerundeten Stil des polnischen Modernismus der 30er Jahre errichtet.
Die dreistöckige Tribüne I (auch als „Ehrentribüne“ bezeichnet) schließt sich an den Führring an und steht am südlichen Ende des Zieleinlaufs. Sie ist mit Verwaltungsgebäuden verbunden und diente Medien- und Clubvertretern sowie Ehrengästen. Sie ist großteils verglast. Sie wird noch heute genutzt und erhalten. Die im Mittelfeld der Zielgeraden errichtete Tribüne II konnte rund 4.500 Zuschauer aufnehmen und verfügte über Stand- und Sitzplätze sowie Logen und Terrassen. Sie wird nicht mehr genutzt. Tribüne III verfügte über 7.000 Stehplätze und befindet sich am Beginn des Zieleinlaufs. Dieser Bau wurde nie genutzt. Ebenso wie bei Tribüne II fehlen Mittel zur Sanierung.
Im Westen der Anlage wurden wenig sehenswerte Stallungen, Pferdetrainingseinrichtungen und Wohnanlagen für Personal errichtet, die noch heute genutzt werden. Die wesentlichen Gebäude der Anlage wie auch Teile der Bepflanzung stehen unter Denkmal- bzw. Naturschutz. In der Anlage gibt es rund 6.000 Bäume und Sträucher mit etwa 95 verschiedenen Arten. Die meisten Bäume sind 70 Jahre alt, es gibt aber auch einige über hundertjährige Exemplare, die beim Bau der Anlage aus dem Altbestand übernommen wurden. Am häufigsten vertreten sind Ulmen, Eichen, Linden, Birken, Rosskastanien, Eschen, Pappeln sowie verschiedene Nadelbaumarten.

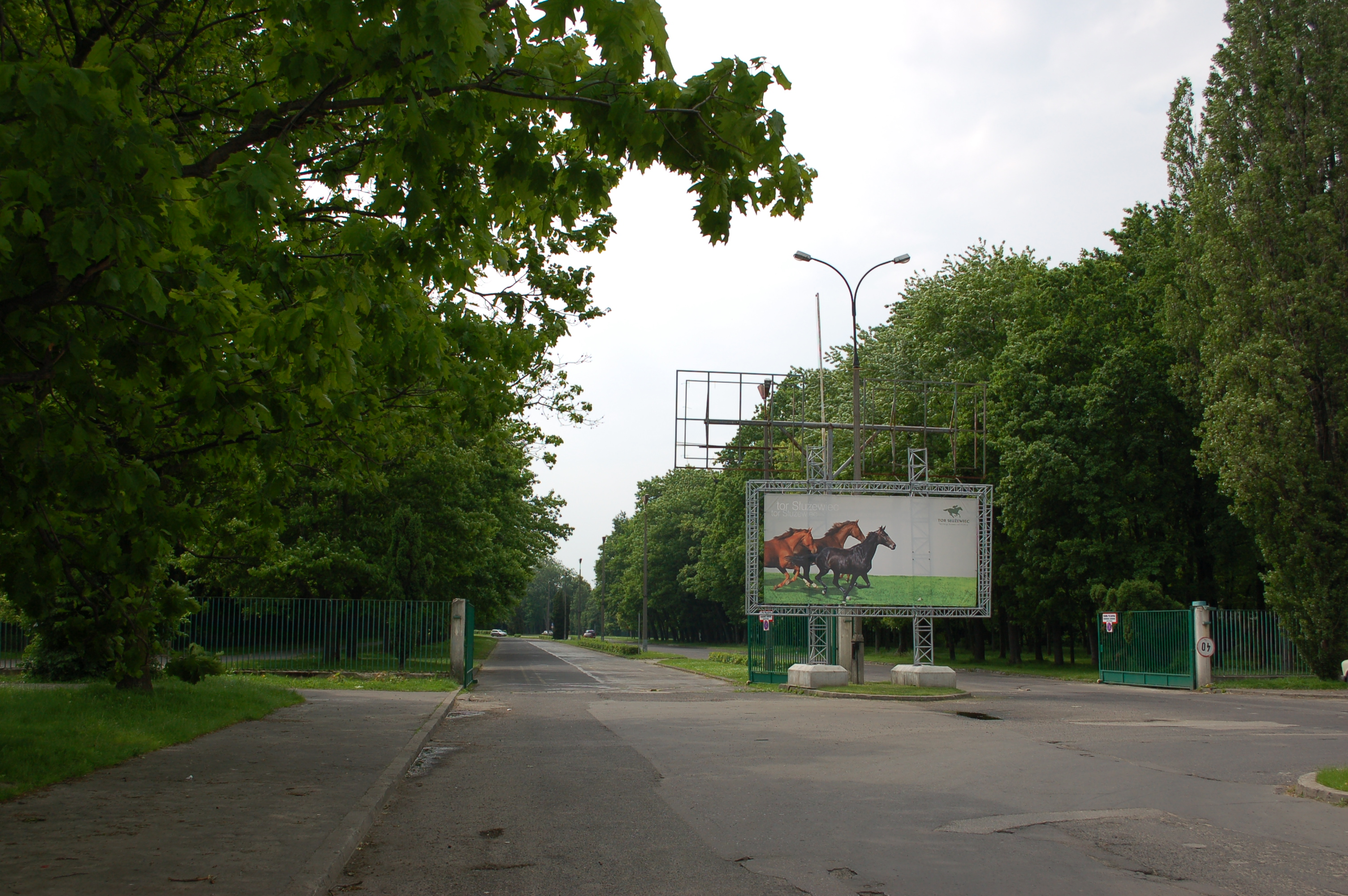
Haupteinfahrt zur Rennbahn (von der Puławska-Straße)
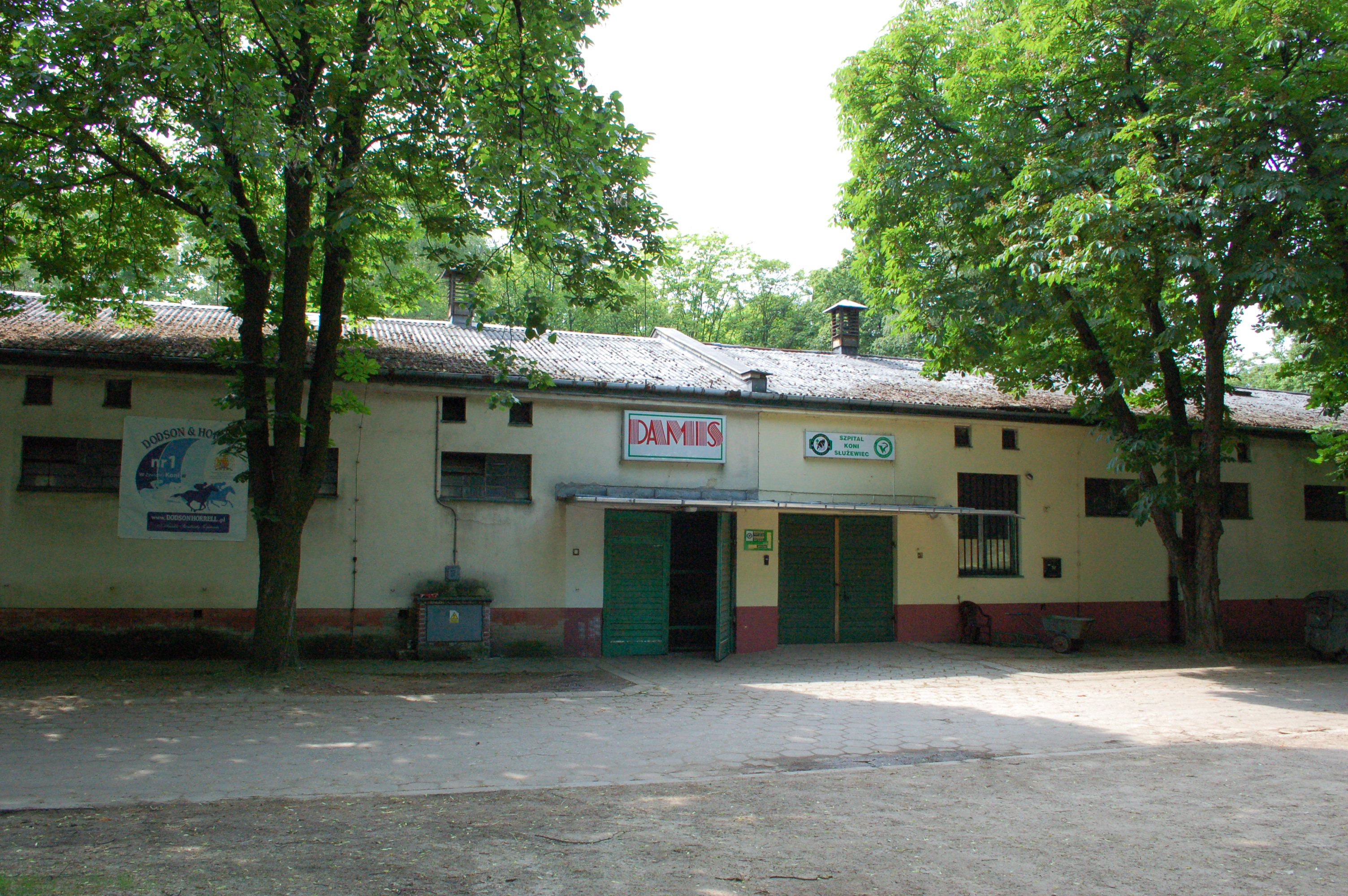
Rückwärtige Stallungen, hier Veterinärstation
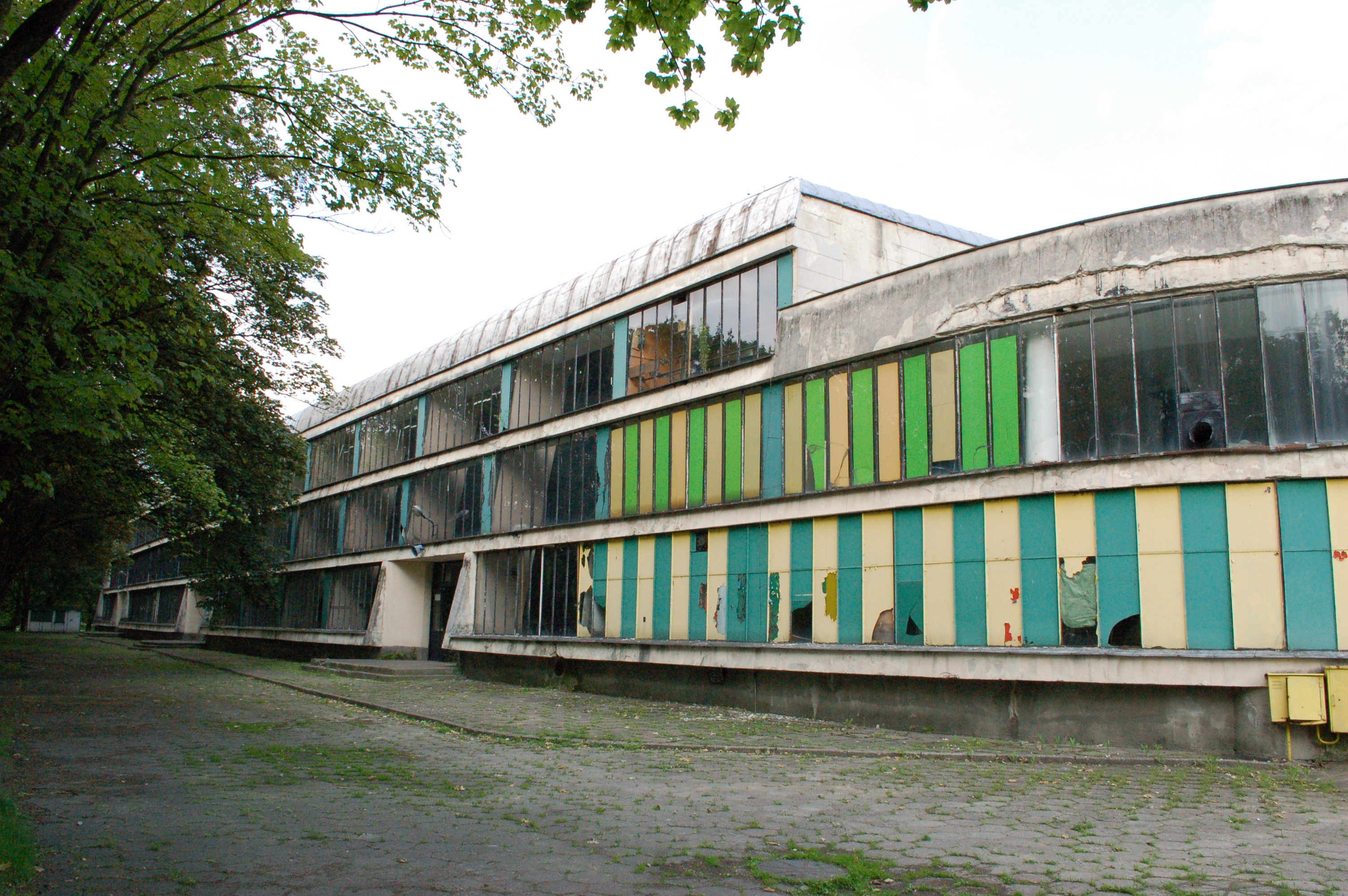
Rückseite der nicht mehr genutzten Tribüne II
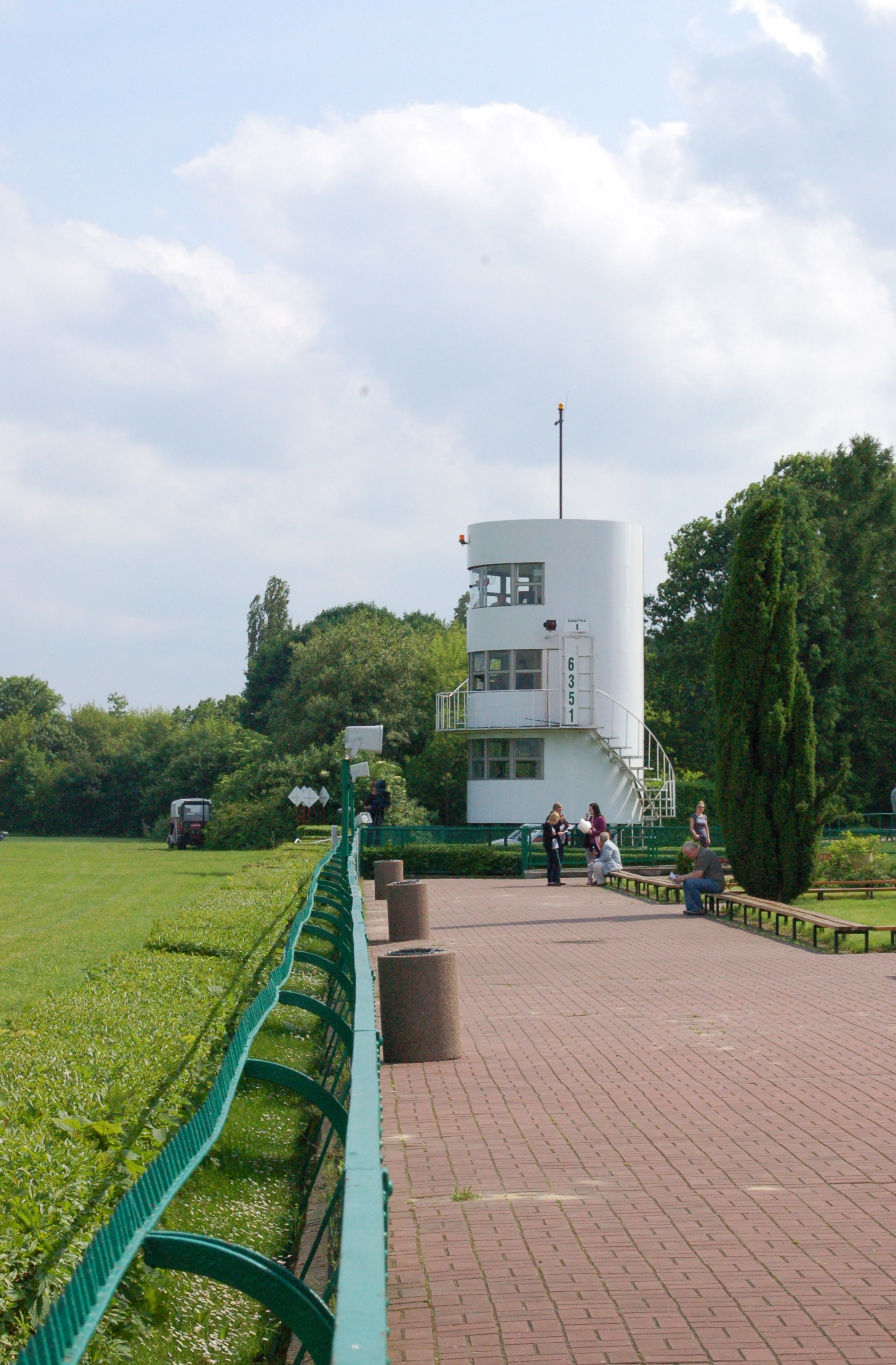
Turm der Rennleitung vor der Tribüne I

## Nutzung Heute
Seit dem Jahr 2008 ist Totalizator Sportowy, eine Firma im Staatsbesitz, der Generalpächter der Anlage. Sie organisiert den Pferderennbetrieb und nutzt das Gelände zu weiteren Veranstaltungen. Seit der Übernahme des Objektes wurden erkennbar Erhaltungs- und Revitalisierungsmaßnahmen eingeleitet.
Die Rennsaison beginnt im Frühjahr und endet im Herbst. Die wichtigsten Veranstaltungen sind jeweils am ersten Sonntag im Juli das „Służewiec Derby“ und das Herbst-Galopprennen um den Preis „Wielka Warszawska“. Dem Juli-Lauf des „Służewiec Derby“ geht einige Wochen vorher das 1.600 Meter-Rennen „Nagroda Rulera“ voraus, einige Wochen später folgt „Nagroda St. Leger“, ein Rennen über eine Distanz von 2.800 Metern. Das „Wielka Warszawska“ ist die höchstdotierte Rennserie bei dem auch der Preis des Warschauer Bürgermeisters („Nagroda Prezydenta miasta stołecznego Warszawy“) vergeben wird. Der Gewinner dieser Rennen wird als „Pferd des Jahres“ gekürt.

### Bestimmungsfremde Nutzung
Die gut erreichbare Anlage, heute in einem dichtbesiedelten Neubaugebiet Warschaus gelegen, wird zunehmend zu Firmen- und öffentlichen Veranstaltungen genutzt. Regelmäßig finden hier Open-Air-Konzerte mit bis zu 40.000 Zuschauern statt. Teilweise im Rahmen von Marketingkampagnen (z. B. des Telekommunikationsunternehmens Orange) traten hier schon auf:
- U2 im Rahmen der „PopMart“-Tour am 12. August 1997
- Depeche Mode im Rahmen der „Exciter“-Tour am 2. September 2001
- Sting am 25. September 2005
- Duran Duran am 23. September 2006
- George Michael im Rahmen der „25 Live“-Tour am 11. Juli 2007
- The Rolling Stones im Rahmen der „A Bigger Bang“-Tour am 25. Juli 2007

Der auf der Rennbahn geplante Auftritt von Britney Spears anlässlich ihrer „Circus“-Tournee am 24. Juli 2009 wurde vom polnischen Veranstalter kurzfristig wegen Unstimmigkeiten über die Vertragsgestaltung abgesagt.
Auch der BCC (Business Centre Club) lädt hier seit einigen Jahren zu seiner Sommerveranstaltung ein.
Die knapp 1000 Meter lange Mauer, die die Rennbahn zur befahrenen Puławska-Straße abgrenzt, ist (an der Außenseite) für Graffitikünstler freigegeben.

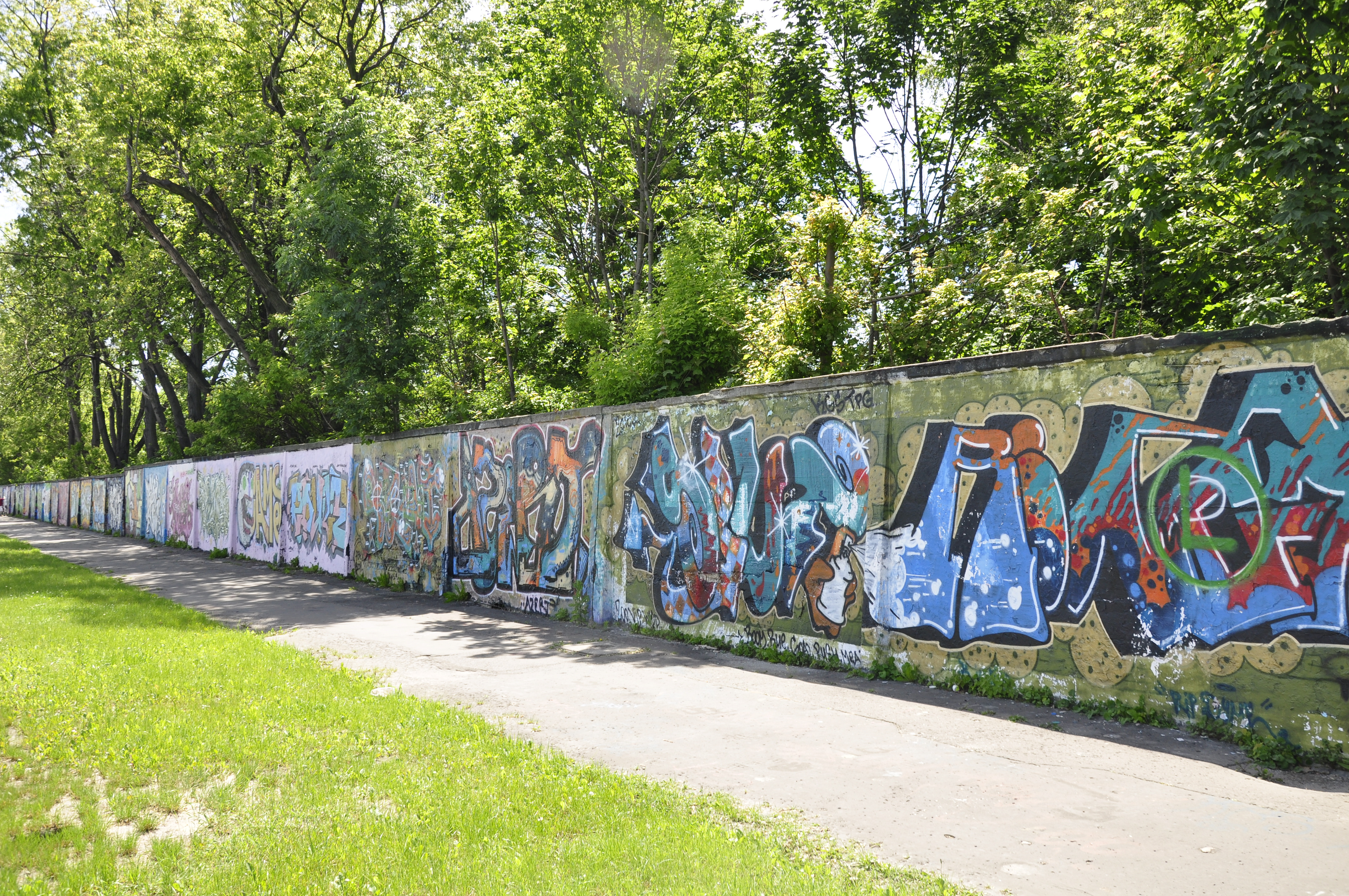
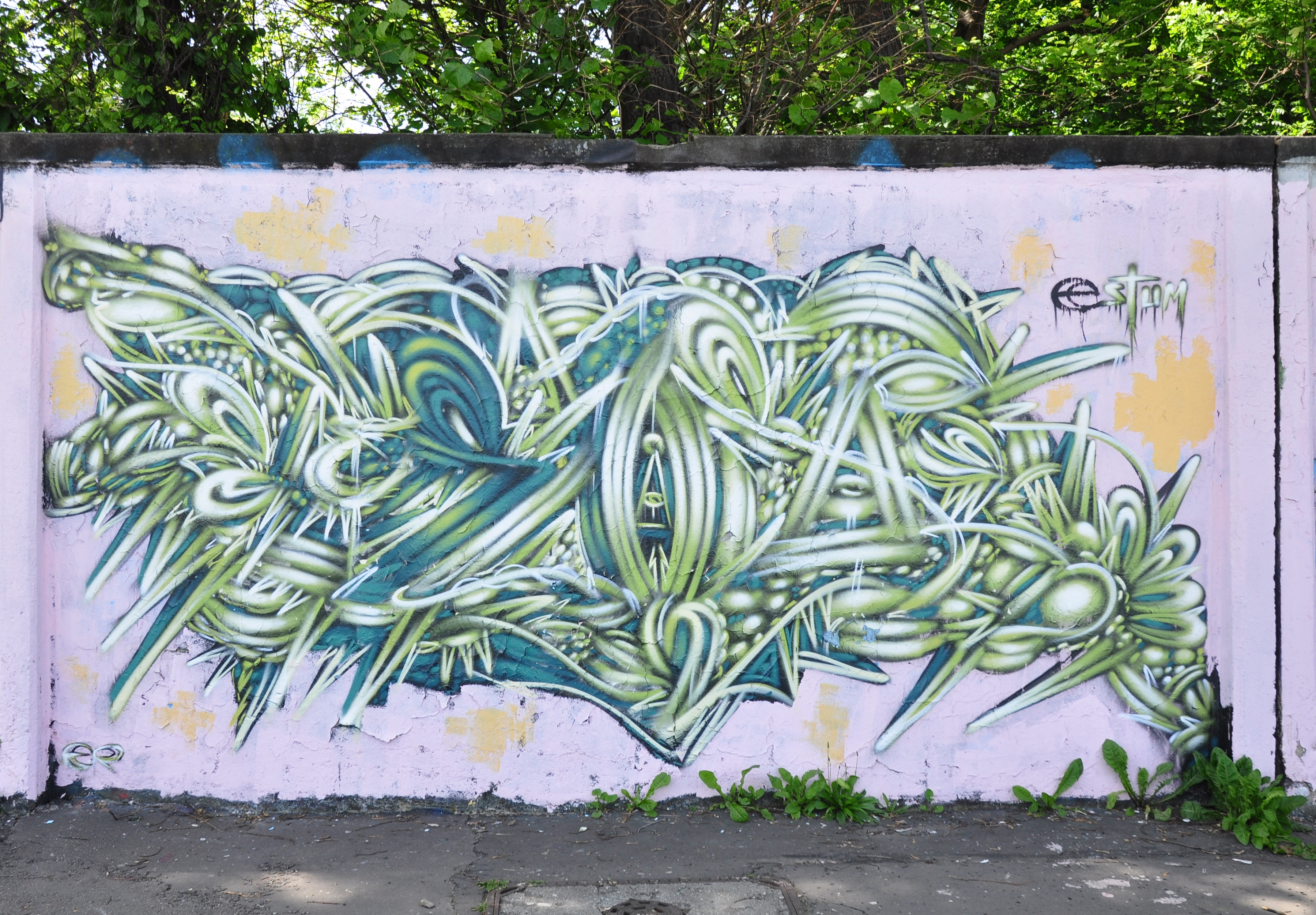
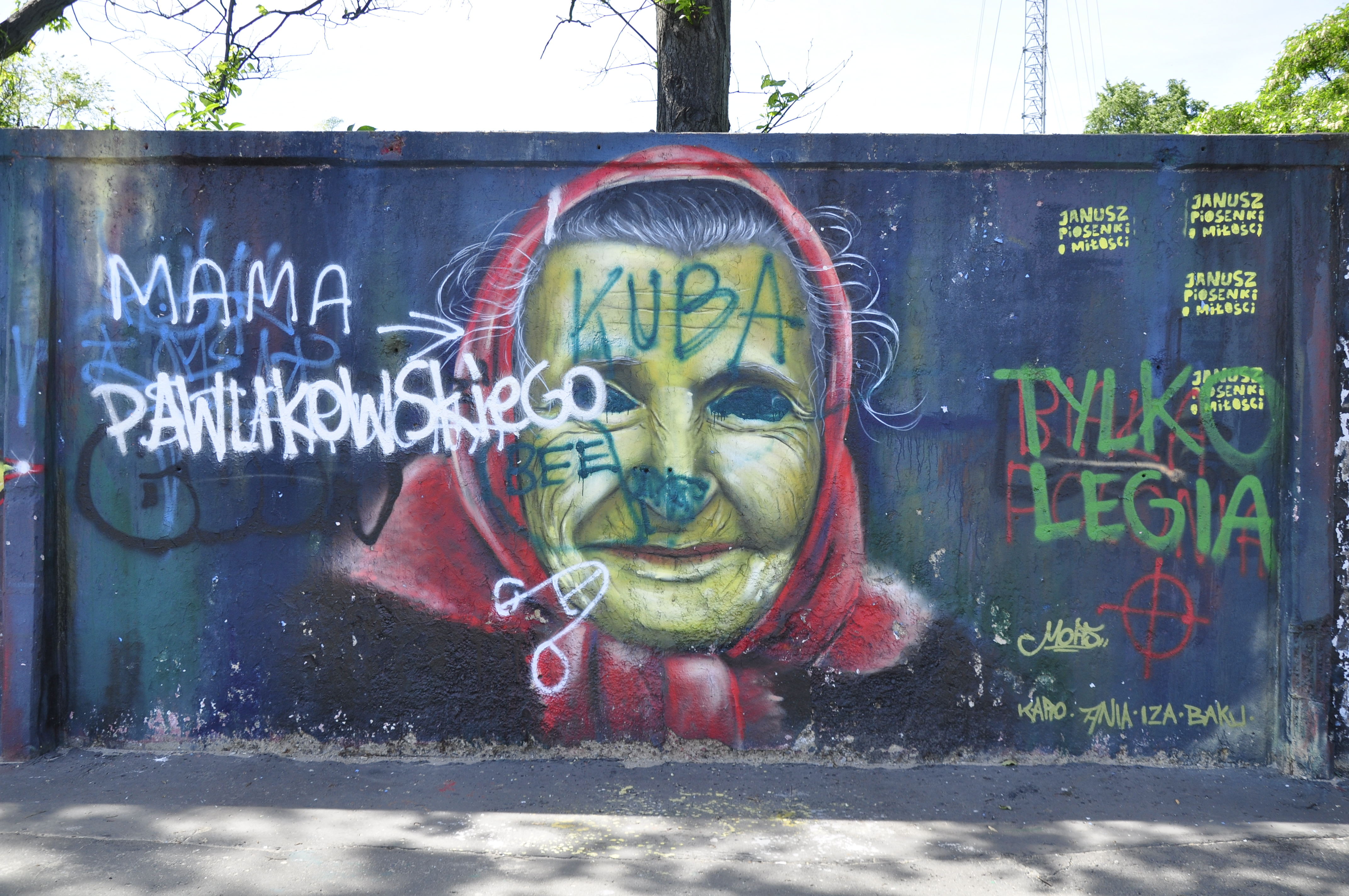
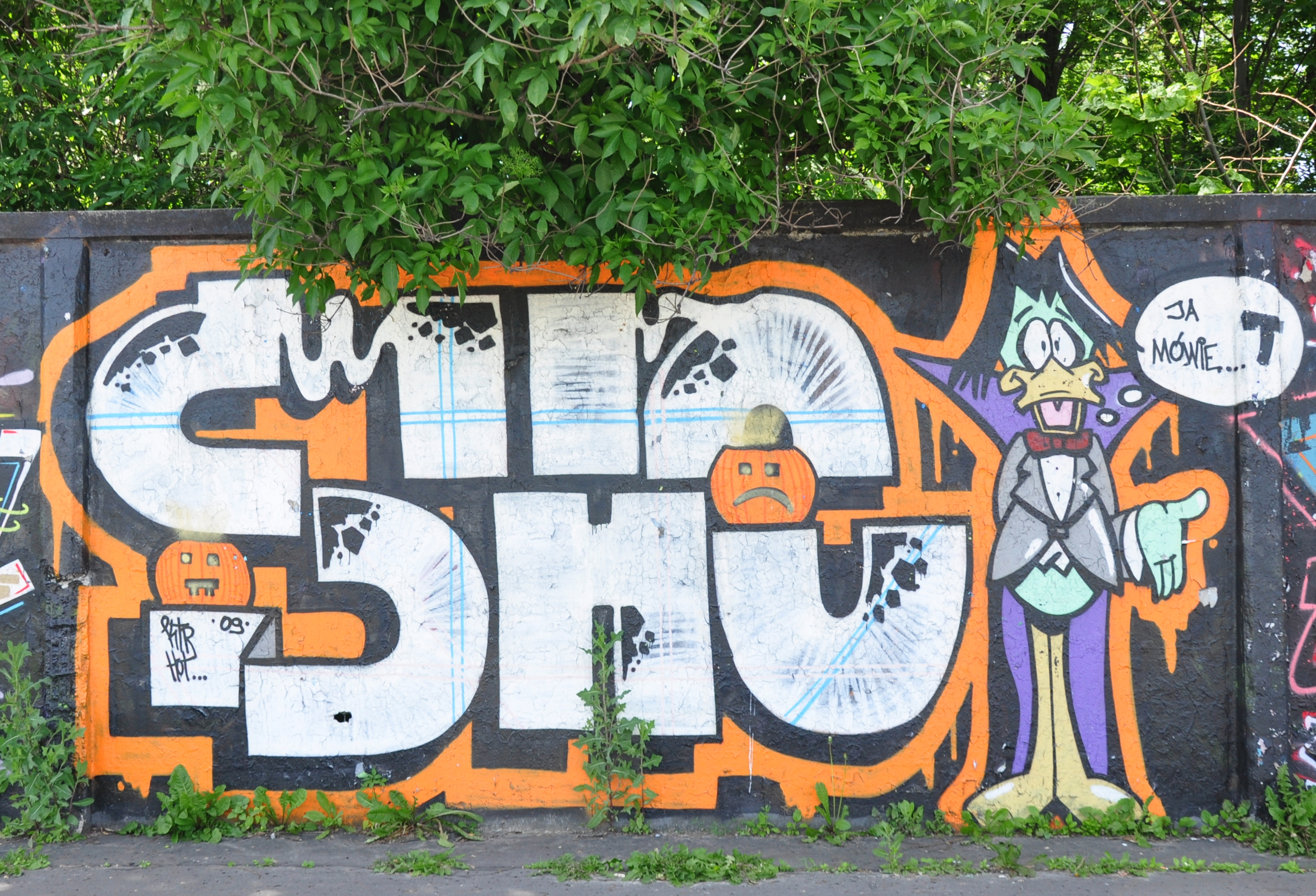